# Cranfills Gap
Cranfills Gap es una ciudad ubicada en el condado de Bosque en el estado estadounidense de Texas. En el Censo de 2010 tenía una población de 281 habitantes y una densidad poblacional de 149,44 personas por km².

## Geografía
Cranfills Gap se encuentra ubicada en las coordenadas 31°46′31″N 97°50′00″O / 31.77528, -97.83333. Según la Oficina del Censo de los Estados Unidos, Cranfills Gap tiene una superficie total de 1.88 km², de la cual 1.88 km² corresponden a tierra firme y (0%) 0 km² es agua.

## Demografía
Según el censo de 2010, había 281 personas residiendo en Cranfills Gap. La densidad de población era de 149,44 hab./km². De los 281 habitantes, Cranfills Gap estaba compuesto por el 91.1% blancos, el 0% eran afroamericanos, el 0.36% eran amerindios, el 0% eran asiáticos, el 0% eran isleños del Pacífico, el 7.12% eran de otras razas y el 1.42% pertenecían a dos o más razas. Del total de la población el 16.01% eran hispanos o latinos de cualquier raza.